# Bjørn Brandt
Bjørn Erik Brandt (23 aprile 1957) è un ex calciatore norvegese, di ruolo difensore.

## Carriera

### Club
Brandt giocò con la maglia del Brann dal 1977 al 1983, totalizzando 108 presenze e 10 reti in campionato. In questo lasso di tempo, vinse la Coppa di Norvegia 1982. Dal 1983 al 1987, fu in forza al Varegg.

### Nazionale
Conta una presenza per la Norvegia under 21. Il 13 agosto 1975, infatti, fu in campo nella sconfitta per 2-1 contro la Svezia under 21.

## Palmarès

### Club

#### Competizioni nazionali
- Coppa di Norvegia: 1

Brann: 1982